# International Socialist Alternative
International Socialist Alternative är en internationell organisation bestående av olika trotskistiska partier och organisationer. Organisationen finns i 17 länder, i Sverige genom Socialistiskt alternativ.
ISA grundades 1974 som "Kommittén för en arbetarinternational" av anhängare till militant-tendensen i Storbritannien. I augusti 2019 lämnade en fraktion gruppen och bildade en separat organisation kallad "den återgrundade CWI". Efter att till en början ha kallat sig "CWI majoriteten" återlanserades den kvarvarande gruppen under namnet International Socialist Alternative i februari 2020.   
Organisationen har senare drabbats av ett flertal ytterligare splittringar och avhopp. I juni 2021 skedde en större utbrytning då ISA:s sektioner i Grekland, Cypern och Turkiet lämnade organisationen och bildade Internationalist Standpoint.
I augusti 2024 skedde en ny större splittring av ISA då 130 personer från 29 länder samlades för att bilda Project for a Revolutionary Marxist International.

## Sektioner
Lista över sektioner:
| Sektion                      | Namn                                                                                        | Svenska översättningen                     | Hemsida                                                           |
| ---------------------------- | ------------------------------------------------------------------------------------------- | ------------------------------------------ | ----------------------------------------------------------------- |
| Brasilien                    | Liberdade, Socialismo e Revolução                                                           | Frihet, socialism och revolution           | https://lsr-asi.org/                                              |
| Chile                        | Alternativa Socialista Internacional                                                        | Internationella socialistiska alternativet | https://facebook.com/Alternativa-Socialista-Chile-109659031386929 |
| England, Wales och Skottland | Socialist Alternative                                                                       | Socialistiskt Alternativ                   | https://www.socialistalternative.info/                            |
| Finland                      | Sosialistinen Vaihtoehto                                                                    | Socialistiskt alternativ                   | https://www.facebook.com/sosialistit                              |
| Hongkong                     | 社會主義行動 Sekuizyuji Haangdung                                                           | Socialistiska aktion                       | https://socialism.hk/                                             |
| Israel och Palestina         | حركة النضال الاشتراكي / מאבק סוציאליסטי Ma'avak Sotzialisti / Harakah al-Nidal al-Ashteraki | Socialistisk kamp                          | https://socialiststruggle.org/                                    |
| Kanada                       | Socialist Alternative                                                                       | Socialistiskt alternativ                   | https://socialistalternative.ca/                                  |
| Kina                         | 中国劳工论坛 Zhongguo Laogong Luntan                                                        | Kinesiska Arbetarforumet                   | https://chinaworker.info/en/                                      |
| Nederländerna                | Socialistisch Alternatief                                                                   | Socialistiskt alternativ                   | https://socialistischalternatief.nl/                              |
| Norge                        | ISA Norge                                                                                   | ISA Norge                                  | https://facebook.com/CWINorway                                    |
| Nigeria                      | Movement for a Socialist Alternative                                                        | rörelsen för ett socialistiskt alternativ  | https://socialistmovementng.org/                                  |
| Québec                       | Alternative socialiste                                                                      | Socialistiskt alternativ                   | https://alternativesocialiste.org/                                |
| Sverige                      | Socialistiskt Alternativ                                                                    |                                            | https://www.socialisterna.org/?v=f003c44deab6                     |
| Sydafrika                    | Workers and Socialist Party                                                                 | Arbetar och Socialist Partiet              | https://socialist.org.za/                                         |
| Taiwan                       | 國際社會主義道路 (臺灣)Guójì Shèhuì Zhǔyì Dàolù Táiwān                                      | ISA Taiwan                                 | https://revolution.tw                                             |
| Tyskland                     | Sozialistische Alternative                                                                  | Socialistiskt alternativ                   | https://www.sozialismus.info/                                     |
| USA                          | Socialist Alternative                                                                       | Socialistiskt alternativ                   | https://www.socialistalternative.org/                             |